# (11625) Francelinda
(11625) Francelinda est un astéroïde de la ceinture principale.

## Description
(11625) Francelinda est un astéroïde de la ceinture principale. Il fut découvert le 20 octobre 1996 à San Marcello Pistoiese par Luciano Tesi et Gabriele Cattani. Il présente une orbite caractérisée par un demi-grand axe de 3,04 UA, une excentricité de 0,08 et une inclinaison de 11,7° par rapport à l'écliptique.

## Compléments